# Руда (гміна Роґово)
Руда (пол. Ruda) — село в Польщі, у гміні Роґово Рипінського повіту Куявсько-Поморського воєводства.
Населення — 54 особи (2011).
У 1975-1998 роках село належало до Влоцлавського воєводства.

## Демографія
Демографічна структура станом на 31 березня 2011 року:
|          | Загалом | Допрацездатний вік | Працездатний вік | Постпрацездатний вік |
| -------- | ------- | ------------------ | ---------------- | -------------------- |
| Чоловіки | 27      | 2                  | 22               | 3                    |
| Жінки    | 27      | 2                  | 14               | 11                   |
| Разом    | 54      | 4                  | 36               | 14                   |